# Gottfried Köthe
Gottfried Maria Hugo Köthe, né le 25 décembre 1905 à Graz et mort le 30 avril 1989 à Francfort-sur-le-Main, est un mathématicien autrichien qui a travaillé en algèbre générale et en analyse fonctionnelle.

## Biographie
Gottfried Köthe a étudié de 1923 à 1927 les mathématiques, la physique, la chimie et la philosophie à l'université de Graz (et un semestre à l'université d'Innsbruck). Il avait commencé par la chimie mais changé pour les mathématiques un an après avoir rencontré le philosophe Alfred Kastil (en). Il obtint un doctorat en 1927, sur les fondements de théorie des ensembles de Finsler. Après avoir étudié un an à l'université de Zurich auprès de celui-ci et de Rudolf Fueter et Andreas Speiser, Köthe reçut une bourse pour étudier à l'université de Göttingen, où il suivit les cours d'Emmy Noether et Bartel van der Waerden sur l'algèbre abstraite, sujet qui émergeait alors. Il commença à travailler en théorie des anneaux et publia en 1930 sa conjecture (en) – toujours non résolue – sur les nil idéaux (en) d'un anneau non commutatif. Sur recommandation d'Emmy Noether, il fut affecté en 1929-1930 à l'université de Bonn auprès de Felix Hausdorff, et d'Otto Toeplitz dont il fut assisant. Pendant cette période, il commença à se réorienter vers l'analyse fonctionnelle.
Son mémoire d'habilitation, Schiefkörper unendlichen Ranges über dem Zentrum (« Corps gauches de rang infini sur le centre »), fut accepté en 1931. Il enseigna à l'université de Münster comme Privatdozent de Heinrich Behnke, puis comme professeur titulaire en 1937. À partir de 1941, il fut professeur université de Giessen. Durant la Seconde Guerre mondiale, il participa à des travaux de chiffrement. En 1946, il fut nommé directeur de l'institut de mathématiques de l'université de Mayence, où il fut doyen (1948-1950) et recteur (1954-1956). En 1957, il fut le premier directeur de l'institut pour les mathématiques appliquées de l'université de Heidelberg, où il fut aussi recteur (1960-61). À partir de 1965, il fut professeur à l'université Johann Wolfgang Goethe de Francfort-sur-le-Main, où il prit sa retraite en 1971.
Les travaux les plus connus de Köthe portent sur la théorie des espaces vectoriels topologiques. Dans les années 1930, il effectua avec Toeplitz des recherches sur les espaces de suites, en particulier sur certains espaces popularisés en 1942 par Jean Dieudonné comme cas particuliers dans la théorie des espaces localement convexes.
En 1960 parut le volume 1 de son traité novateur Topologische lineare Räume (la deuxième édition fut traduite en anglais en 1969). Ce n'est qu'en 1979 que le volume 2 fut publié, directement en anglais cette fois. Köthe apporta aussi des contributions à la théorie des treillis.

## Reconnaissance
- Orateur invité au Congrès international des mathématiciens de 1928 à Bologne (Struktur der Ringe, die die Durchschnittsminimalbedingung erfüllen), de 1932 à Zurich (Maximale Systeme unendlicher Matrizen, avec Toeplitz) et de 1936 à Oslo (Über die Auflösung von Gleichungen mit unendlich vielen Unbekannten in topologischen Räumen)
- Président de la Deutsche Mathematiker-Vereinigung (1958)
- Académie des sciences de Heidelberg (1960)
- Palmes académiques (1962)
- Société des sciences de Brunswick (de)
- Médaille Carl Friedrich Gauss (1963)
- Académie allemande des sciences Leopoldina à Halle (1968)
- Docteur honoris causa des universités de Montpellier (1965), de Münster (1980), de Mayence (1981) et de la Sarre (1981).

## Sélection de publications
- (de) Topologische lineare Räume, vol. I, Springer, coll. « Grundlehren math. Wiss. » (no 107), 1966 (1re éd. 1960)
- (en) (trad. David J. H. Garling), Topological Vector Spaces, vol. I, Springer, coll. « Grundlehren math. Wiss. » (no 159), 1969, 456 p. (ISBN 978-3-642-64990-5)
- (en) Topological Vector Spaces, vol. II, Springer, coll. « Grundlehren math. Wiss. » (no 237), 1979, xii+331 (ISBN 978-0-387-90400-9)
- (de) Avec Hans Hermes (de), « Theorie der Verbände », dans EmW (lire en ligne)